# Liste des villes jumelées d'Uruguay
 (décembre 2016).

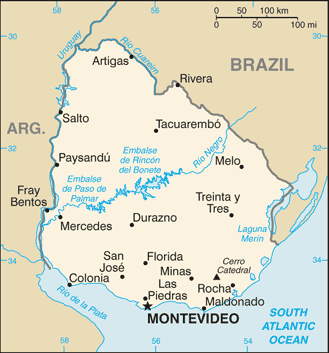
Carte de l’Uruguay.

Ceci est la Liste des villes jumelées d’Uruguay ayant des liens permanents avec des communautés locales dans d'autres pays. Dans la plupart des cas, en particulier quand elle est officialisée par le gouvernement local, l'association est connue comme « jumelage » (même si d'autres termes, tels que « villes partenaires », « Sister Cities » ou « municipalités de l'amitié » sont parfois utilisés). La plupart des endroits sont des villes, mais cette liste comprend aussi des villages, des districts, comtés, etc., avec des liens similaires.
- Haut – A
- B
- C
- D
- E
- F
- G
- H
- I
- J
- K
- L
- M
- N
- O
- P
- Q
- R
- S
- T
- U
- V
- W
- X
- Y
- Z

## M

### Montevideo
| - Asuncion, Paraguay - Barcelone, Espagne - Melilla, Espagne - Qingdao, Chine | - Tianjin, Chine - Ulsan, Corée du Sud |

## T

### Trinidad
Dajla, République arabe sahraouie démocratique

## Sources
- (es) Cet article est partiellement ou en totalité issu de l’article de Wikipédia en espagnol intitulé « Anexo:Ciudades hermanas en Uruguay » (voir la liste des auteurs).